# 帕特里克·维埃拉
帕特里克·维埃拉（法語：Patrick Vieira，1976年6月23日—），法国前足球运动员，世界足壇最佳法國巨星之一。司職防守中场。曾執教英超球隊水晶宫。
韋拉曾是世上最出色的中場球員之一，他曾三度參與世界杯(1998、2002、2006)，除了是1998年法國世界杯冠軍隊成員外，亦帶領法國隊闖入2006年德國世界杯決賽，贏得一個亞軍。在2003年，韋拉被球王比利選為FIFA 100成員之一。

## 職業生涯
韋拉出生於非洲國家塞內加爾，後移民至法國。韋拉早年曾在AC米蘭效力一段短時間，當時擔任前鋒，但表現不太理想。後以低價 50萬英鎊轉投英超球會阿仙奴，開展了他在阿仙奴的輝煌時代。加盟首季韋拉獲得了1997-98年英超聯賽冠軍，時以狠辣截擊功夫著稱。當時韋拉曾入選法國國家隊出戰1998年世界杯，贏得了1998年世界杯。兩年後韋拉亦帶領國家隊贏得2000年歐洲國家杯。
早期由於主力防守，韋拉在球會並不相當著名，直至法國國家隊成員如亨利等加盟阿仙奴後，韋拉在球會的地位終漸受肯定，除了擔任隊長外，與一眾攻擊球員如亨利等有著極強默契。每當韋拉受傷或受到停賽困擾時，阿仙奴的成績便江河日下，從韋拉在2005-06球季離開阿仙奴起至2013-2014球季，阿仙奴每年都四大皆空便足以證明，可見韋拉在球隊的影響力舉足輕重。當時超級球會曼聯和皇家馬德里皆多次出手收購韋拉，但每次都被阿仙奴拒絕。
2005年7月，韋拉正式從阿仙奴轉會到祖雲達斯，表現更加優異，並多次取得入球助該意大利球會取得開季九連勝。可是在韋拉加盟祖雲達斯首季，祖雲達斯受到假波醜聞影響降落乙組，韋拉前景頓變不明朗。幸好韋拉在2006年世界杯表現出色，帶領法國隊進入決賽贏得亞軍，翌季亦改投國際米蘭門下。
2010年1月8日，曼城官方宣佈韋拉正式加盟。他和曼城簽下了一份為期六個月的合同，外加12个月的可選擇加盟條款。

## 執教生涯
2021 年 7 月 4 日被水晶宮任命為主教練簽約三年。
2023 年 3 月 17 日下课。

## 风格
帕特里克·维埃拉的火爆脾气众所周知，以狠辣截擊功夫著稱，经常成为红牌离场人物，他至今仍保持著八張紅牌這個英超紀錄。

## 榮譽
阿仙奴
- 英超冠軍：1997-98、2001-02、2003-04
- 英格兰足总杯冠军：1997-98, 2001-02, 2002-03, 2004-05

 國際米蘭
- 意甲冠軍：2006-07, 2007-08, 2008-09, 2009-10
- 意大利杯冠军：2009-10
- 意大利超级杯冠军：2006, 2008

 曼城
- 英格兰足总杯冠軍：2010-11

 法國國家隊
- 世界杯冠軍：1998
- 歐洲國家杯冠軍：2000
- 联合会杯冠军: 2001
- FIFA 100成員

## 外部連結
- 曼城官方 韋拉檔案 （页面存档备份，存于）